# Corey Crawford
Corey Crawford, född 31 december 1984 i Châteauguay, Québec, är en kanadensisk före detta professionell ishockeymålvakt som spelade för Chicago Blackhawks i NHL mellan 2006 och 2020.
Han spelade tidigare på NHL-nivå för Chicago Blackhawks och på lägre nivåer för Rockford IceHogs och Norfolk Admirals i AHL samt Moncton Wildcats i QMJHL. 
Crawford listades som 52:e spelare totalt i NHL-draften 2003 av Chicago Blackhawks. 
Hans lagkamrater och fans gav honom smeknamnet "Crow." Han har vunnit Stanley Cup två gånger med Chicago Blackhawks 2013 och 2015.

## Karriär
Corey Crawford var en målvakt som länge fanns i Chicago Blackhawks organisation. Han draftades 2003 och debuterade mot Minnesota Wild den 22 januari 2006 men spelade endast ett fåtal matcher under de efterföljande säsongerna, mycket beroende på att Blackhawks hela tiden hade stabila målvakter i laget. Under åren 2005-2009 var Nikolai Khabibulin förstemålvakt i Blackhawks. När han försvann till Edmonton Oilers inför säsongen 2009–10 tog Antti Niemi platsen som andremålvakt bakom Cristobal Huet och sedan också platsen som förstemålvakt. I slutspelet 2010 valde tränarna att satsa på Niemi. 
Efter att Chicago Blackhawks vunnit Stanley Cup 2010 började man förbereda laget så att man kunde anpassa det till lönetaket. I och med att man inte hade råd att ge Antti Niemi den lön han krävde öppnades en plats upp för Corey Crawford då det även ryktades att Cristobal Huet var på väg bort. När Blackhawks sommaren 2010 skrev ett ett-årskontrakt med Marty Turco blev det klart att Corey Crawford skulle få börja som andremålvakt. Men ju längre säsongen 2010–11 pågick visade Turco upp en allt ostadigare form i målet. Till slut var Crawford den bättre målvakten och tog över som förstemålvakt. Mellan den 20 februari och den 5 mars 2011 noterades Crawford för 8 raka vinster, vilket är rekord för en rookiemålvakt i NHL.
Den 19 maj 2011 bekräftade Blackhawks att man förlängt med Crawford. Efter succésäsongen 2010–11 valde man att ge honom ett treårskontrakt som tar upp 2,66 miljoner dollar av löneutrymmet. Under sin rookiesäsong hade han hade en räddningsprocent på 91,7 och släppte i snitt in 2,30 mål per match. Under slutspelsserien i första rundan mot Vancouver Canucks, som Chicago förlorade på övertid i den sjunde och avgörande matchen, hade Crawford en räddningsprocent på 92,7 och släppte i snitt in 2,21 mål per match. 
Inför den lockout som förkortade säsongen 2012-13 fanns det tvivel om huruvida Corey Crawford kunde återvända till sin forna form från sin rookiesäsong. Blackhawks började säsongen med att vinna 24 raka matcher, vilket var ett NHL-rekord. Corey Crawford gjorde en stor insats och tilldelades William M. Jennings Trophy tillsammans med Ray Emery. Crawford startade i målet under 2013 års Stanley Cup-slutspel och Chicago Blackhawks vann till slut Stanley Cup, mot Boston Bruins i sex matcher. Den 2 september 2013 skrev Crawford på ett nytt sexårigt avtal med Chicago Blackhawks. Säsongen 2014-15 blev Corey Crawford vald att delta i NHL All-Star Game 2015, samt var en av sex spelare som valts ut via röstning från fansen. De andra var hans lagkamrater Duncan Keith, Brent Seabrook, Patrick Kane och Jonathan Toews som också deltog i All Star-matchen.
Den 23 mars 2015 blev Crawford fjärde målvakten i Chicago Blackhawks historia att registrera fyra säsonger med 30 vinster per säsong. Corey Crawford och Carey Price i Montreal Canadiens delade på William M. Jennings Trophy för säsongen 2014-15. Efter en mindre bra insats i första omgången mot Nashville Predators i slutspelet blev Crawford bänkad till förmån för rookiemålvakten Scott Darling. Crawford vann tillbaka målvaktsjobbet från Darling eftersom Darling i sin tur spelade mindre bra. Corey Crawford ledde sitt lag till seger och man vann serien över Nashville. Blackhawks vann sedan över Minnesota i fyra raka matcher i den andra omgången. Man fortsatte sin resa mot Stanley Cup-finalen genom att besegra Anaheim Ducks i sjunde avgörande matchen i tredje omgången. Den 15 juni 2015 vann Corey Crawford Stanley Cup med Chicago Blackhawks genom att hålla nollan i en seger med 2-0 över Tampa Bay Lightning i match sex i Stanley Cup-finalen på hemmaplan. Det var Chicago Blackhawks tredje Stanley Cup-titel under de sex senaste säsongerna. Det var den andra Stanley Cup-segern för Corey Crawford i hans karriär.